# Krzesk-Majątek
Krzesk-Majątek – wieś w Polsce położona w województwie mazowieckim, w powiecie siedleckim, w gminie Zbuczyn. Ma status sołectwa.
W latach 1954–1957 wieś należała i była siedzibą władz gromady Krzesk. W latach 1975–1998 miejscowość administracyjnie należała do województwa siedleckiego. We wsi znajduje się gorzelnia należąca do siedleckiego Polmosu.
Krzesk-Majątek jest siedzibą rzymskokatolickiej parafii Matki Bożej Częstochowskiej.

## Zabytki
- Zespół kościoła parafialnego pw.MB Częstochowskiej
  - kościół murowany z 1909
  - plebania murowana wybudowana w latach 20. XX w.
- Zespół dworski z XIX w. wraz z założeniem parkowym